# Culbone
Culbone är en by i civil parish Oare, i enhetskommunen Somerset, i grevskapet Somerset, i England. Byn är belägen 13 km från Minehead. Culbone var en civil parish fram till 1933 när blev den en del av Oare. Civil parish hade 43 invånare år 1931. Byar nämndes i Domedagsboken (Domesday Book) år 1086, och kallades då Chetenore.